# Gerezanka trójbarwna
Gerezanka trójbarwna (Piliocolobus kirkii) – gatunek ssaka naczelnego z podrodziny gerez (Colobinae) w obrębie rodziny koczkodanowatych (Cercopithecidae). Jest to gatunek zagrożony, zgodnie z danymi z 2018 roku, populacja tego gatunku wynosiła 5862 osobniki i ciągle maleje.

## Występowanie
Występuje na należącej do Tanzanii wyspie Zanzibar w lasach lub zaroślach. Niewielka introdukowana populacja żyje także na wyspie Pemba.

## Charakterystyka

### Rozmiary
Ważą około 5,5 kilogramów oraz osiągają średnią długość 55 centymetrów.

### Wygląd
Posiada małą głowę na długim grzbiecie oraz brzuch w kształcie beczki. Ma bardzo długie kończyny – przy czym tylne są nieco dłuższe niż przednie. Mają znacznie zredukowany kciuk, długi ogon i wydłużone tylne stopy, co jest charakterystyczne dla podrodziny gerez (Colobinae). Mają charakterystyczną sierść w kolorze czerwonym, czarnym i białym. Górna część grzbietu i ramiona są czarne, a środkowa i dolna część zmienia się od pomarańczowej do czerwono-brązowej. Nogi są szare, z wyjątkiem czarnej smugi na boku uda.

## Ekologia i zachowanie

### Rozmnażanie
Ciąża trwa od 5 do 6 miesięcy, a młode są odstawiane od piersi po okresie 12–36 miesięcy. Zwykle rodzi się jedno młode, które osiąga dojrzałość płciową po 4–5 latach.

### Styl życia
Długość życia wynosi średnio 10 lat w przypadku samców oraz 13 lat w przypadku samic, jednak mogą dożywać nawet do 21 lat. Nigdy nie były hodowane w niewoli. Podjęto próby hodowli w Zoo w Antwerpii 1964 roku, jednak zwierzęta przeżyły tam tylko kilka miesięcy.
Są zwierzętami społecznymi. W grupie zazwyczaj są co najmniej dwa dorosłe samce, a na każdego samca przypada kilka samic. Ich terytorium zajmuje od 0,5 ha do 8,8 ha.

### Dieta
Żywią się głównie młodymi liśćmi, które mogą stanowić nawet 60% ich diety. Żywią się także owocami oraz nasionami. Posiadają czterokomorowe żołądki, co pozwala na lepsze trawienie substancji roślinnych.